# East Mersea
East Mersea est un village dispersé et une paroisse civile sur Mersea Island, dans le comté anglais de l'Essex.

## Tombe de Sarah Wrench
La tombe de Sarah Wrench (1833-1848), près du mur nord de l'église Saint-Edmund, à East Mersea, est inhabituelle pour une tombe anglaise car elle est recouverte d'un mortsafe (en) : une cage de protection utilisée à l'époque en Écosse pour protéger les défunts des pilleurs de tombes.
Richard Jones, dans Myths of Britain and Ireland, mentionne des récits populaires selon lesquels Sarah Wrench aurait été une sorcière. La cage aurait été conçue pour l'empêcher de s'échapper de sa tombe après sa mort. Cette hypothèse est peu crédible dans la mesure où, bien que l'Est de l'Angleterre fût à une époque réputé pour ses procès de sorcières, cela se passait aux XVIe et XVIIe siècles, pas au milieu du XIXe siècle.